# Szymanów (powiat tomaszowski)
Szymanów – wieś w Polsce położona w województwie łódzkim, w powiecie tomaszowskim, w gminie Ujazd.
W latach 1975–1998 miejscowość należała administracyjnie do województwa piotrkowskiego.
Przez miejscowość przepływa rzeka Piasecznica, lewobrzeżny dopływ Czarnej.